# Ślimakowa Skała

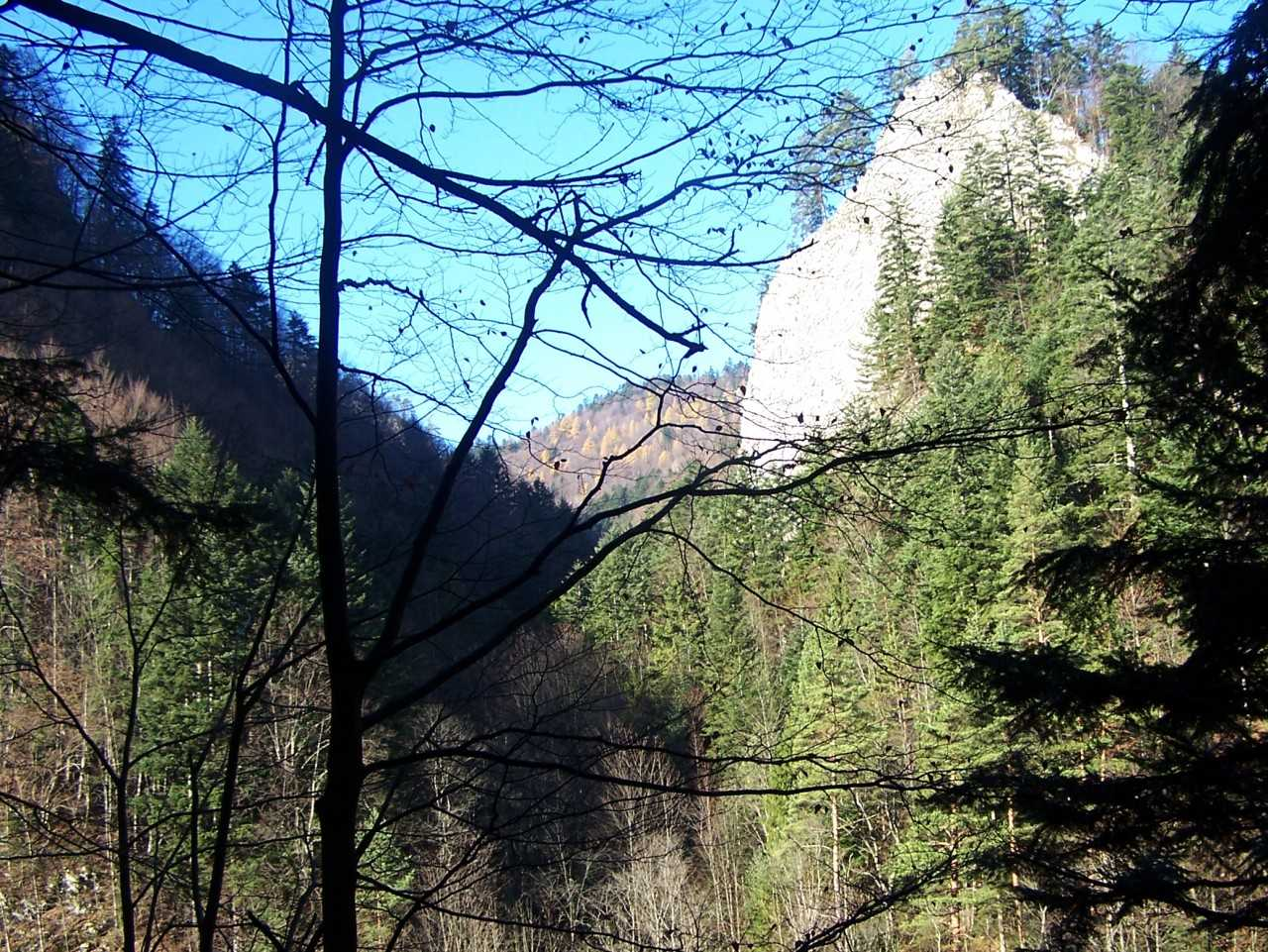
Widok z Drogi Pienińskiej

Ślimakowa Skała – turnia w Pieninach w masywie Pieninek. Ma wysokość około 535 m n.p.m. i bardzo urwiste ściany. Znajduje się na lewym brzegu Pienińskiego Potoku, przy jego wylocie do Dunajca. Z Drogi Pienińskiej widoczna jest bardzo słabo, tylko przez prześwity między konarami drzew, gdyż droga w tym miejscu oddzielona jest od Dunajca pasmem drzew. Lepiej natomiast jest widoczna z tratwy podczas spływu Dunajcem. Po drugiej stronie Pienińskiego Potoku znajduje się druga skała zwana Fujarkami.
Nazwa Ślimakowej Skały pochodzi od legend, według których w jednym dniu roku schodzą się na niej ślimaki z całych Pienin. Pod Ślimakowa Skałą z Przechodków Wielkich do doliny Pieńskiego Potoku prowadził dawniej szlak turystyczny zwany Skalną Percią. Po utworzeniu Pienińskiego Parku Narodowego szlak został zamknięty. Obecnie jest to obszar ochrony ścisłej. Z rzadkich roślin u podnóża skały zanotowano stanowisko kokoryczy żółtawej.
Znajduje się w Pienińskim Parku Narodowym w granicach Krościenka nad Dunajcem, w województwie małopolskim, w powiecie nowotarskim.